# Dansk Kennel Klub
Dansk Kennel Klub (DKK) är den nationella kennelklubben i Danmark. Den är de danska hundägarnas intresse- och riksorganisation och för nationell stambok över hundraser. Organisationen bildades 1897. DKK är ansluten till den internationella kennelfederationen Fédération Cynologique Internationale (FCI) och Nordisk Kennelunion (NKU).